# The Singles 1992–2003
 (octobre 2019).
Si vous disposez d'ouvrages ou d'articles de référence ou si vous connaissez des sites web de qualité traitant du thème abordé ici, merci de compléter l'article en donnant les références utiles à sa vérifiabilité et en les liant à la section « Notes et références ».
Albums de No Doubt
Rock Steady
(2001) Boom Box
(2003)
The Singles 1992–2003 est la première compilation du groupe américain de rock alternatif No Doubt sorti en 2003.

## Liste des chansons
| No  | Titre                                  | Durée |
| --- | -------------------------------------- | ----- |
| 1.  | Just a Girl                            | 3:26  |
| 2.  | It's My Life                           | 3:46  |
| 3.  | Hey Baby                               | 3:27  |
| 4.  | Bathwater                              | 4:00  |
| 5.  | Sunday Morning                         | 4:31  |
| 6.  | Hella Good                             | 4:02  |
| 7.  | New                                    | 4:24  |
| 8.  | Underneath It All (featuring Lady Saw) | 5:02  |
| 9.  | Excuse Me Mr.                          | 3:04  |
| 10. | Running                                | 4:01  |
| 11. | Spiderwebs                             | 4:27  |
| 12. | Simple Kind of Life                    | 4:16  |
| 13. | Don't Speak                            | 4:22  |
| 14. | Ex-Girlfriend                          | 3:31  |
| 15. | Trapped in a Box                       | 3:23  |